# San Gabriel (La Union)
San Gabriel is een gemeente in de Filipijnse provincie La Union in het noordwesten van het eiland Luzon. Bij de laatste census in 2007 had de gemeente bijna 16 duizend inwoners.

## Geografie

### Bestuurlijke indeling
San Gabriel is onderverdeeld in de volgende 15 barangays:
| - Amontoc - Apayao - Balbalayang - Bayabas - Bucao - Bumbuneg - Lacong - Lipay Este | - Lipay Norte - Lipay Proper - Lipay Sur - Lon-oy - Poblacion - Polipol - Daking |

## Demografie
San Gabriel had bij de census van 2007 een inwoneraantal van 15.803 mensen. Dit zijn 894 mensen (6,0%) meer dan bij de vorige census van 2000. De gemiddelde jaarlijkse groei komt daarmee uit op 0,81%, hetgeen lager is dan het landelijk jaarlijks gemiddelde over deze periode (2,04%).